# Josef Volf (literát)
Josef Volf (9. února 1860 Máslojedy – 20. ledna 1937 Máslojedy) byl český sedlák (rolník), písmák, literát, iniciátor myšlenky vzniku samostatného muzea bitvy u Hradce Králové. Zastával funkci místního kronikáře v Máslojedech. Byl jedním z klíčových tvůrců historické paměti o prusko-rakouské válce v Čechách.

## Život

### Zájem o prusko-rakouskou válku
Jako šestiletý intenzivně zažil prusko-rakouskou válku (1866), neboť její klíčová bitva u Hradce Králové se konala v bezprostřední blízkosti Máslojed, v nichž prožil celý život (na katastru obce se např. nachází les Svíb, kde proběhla část hlavních bojů). Očité svědectví událostí jej vedlo i v dospělém životě k zájmu o tuto problematiku. Informace doplňoval z domácí i zahraniční odborné literatury, i ze vzpomínek otce či staršího bratra.
Byl jedním z těch, kteří udržovali památky a památníky vážící se k tomuto válečnému konfliktu, a věnoval se i průvodcovství v prostorách bojiště, o které byl pro své znalosti žádán. Díky tomu se setkal s řadou přímých účastníků války a doplňoval si informace. Takto navíc například v roce 1896 provázel spisovatele Aloise Jiráska, který jej vyhledal. Rozhovor s Jiráskem v roce 1926 v Hronově Volfa ještě navíc na konci 20. let 20. století přesvědčil o sepsání literárního díla nejen o válečném roce, ale i pamětí o proměnách života a zemědělství (vydány pod názvem Z pamětí starého českého sedláka v roce 1932), o které jej požádal tehdejší poslanec dr. Josef Černý.
V roce 1925 se stal členem Spolku pro udržování pomníků na bojišti Královéhradeckém. O devět let později (1934) ve Spolku navrhl založení specializovaného válečného muzea přímo v prostoru bojiště. Tato myšlenka se ujala a záhy se dočkala realizace. K otevření muzea (dnes Muzeum války 1866) došlo v roce 1936 u příležitosti 70. výročí bitvy.

### Aktivity v Máslojedech
Josef Volf převzal od svých rodičů usedlost a rodinné hospodářství v Máslojedech dne 15. září 1881, tedy ve věku 21 let. Hospodářství bylo v dluzích, ale i tak dokázal vyplatit své sestry, a ještě hospodářství rozšířit. Nakoupil nové polní i lesní pozemky, rozšířil budovy obytné i hospodářské.
Když první československá vláda uzákonila zavedení "Pamětních knih", tedy kronik, ve všech obcích, řešilo se, kdo ji bude mít na starosti v Máslojedech. Vybrán byl právě Josef Volf, kterému tehdy bylo 60 let a který v té době už byl rolníkem v důchodu.
Ačkoliv nebyl členem obecního zastupitelstva, intenzivně se podílel na chodu obce Máslojedy, kde žil. Na návsi například prosadil myšlenku výstavby vodní nádrže. Podílel se na stavbě pomníku obětem první světové války i jeho odhalení dne 22. července 1928.

## Rodina
Narodil se v rodině rolníků Mikuláše Volfa a Anny Volfové, rozené Havrdové z Vilantic. Byl jejich sedmým potomkem. Celkově se jim narodilo devět dětí, z nichž se šest dožilo dospělosti (dva synové, čtyři dcery). Jeho nejstarší bratr Václav (1856–1926) působil u armády, získal hodnost plukovníka a pracoval ve vedoucích pozicích zejména v koňských ústavech rakousko-uherské monarchie i pozdějšího Československa.
Josef Volf byl pohřben do rodinného hrobu v Hořiněvsi.
S ženou Františkou (1861–1953; rozenou Sitkovou, původem z Břízy u Všestar) se oženil 4. října 1881 a měli spolu devět dětí, sedm synů a dvě dcery. Dospělosti se dožilo pět synů. Františka přežila manžela i sedm dětí.
S manželkou jezdil na krátké výlety do Prahy, např. do divadla. Ve svých 63 letech podnikl s nejmladším synem Václavem měsíční cestu po Německu (1923). Cestovali lodí, vlakem i letadlem. V roce 1924 společně podnikli několikadenní pěší túru po jižních a západních Čechách.

### Děti, které se dožily dospělosti
- Josef (3. 2. 1883) – nejstarší, byl majorem československé armády a zemřel tragicky.
- František (19. 8. 1884) – dostal hospodářství v Bříze, oženil se s Františkou, roz. Žilkovou, měli tři syny: Josefa, Františka, Václava.
- Jan (21. 3. 1886) – rolník a vlastník usedlosti č. 16 v Máslojedech (zakoupena 20. 8. 1911), působil jako četař na ruské frontě, zemřel 30. 6. 1916 na skvrnitý tyfus.
- Karel (24. 12. 1891) – měl být původně farářem, nakonec se stal hospodářem v č. 29 (dnes 49). Za manželku si vzal Annu, roz. Langrovou, s níž měl tři děti: Miroslavu, Annu a Josefa. Záložník 11. hulánského pluku.
- Václav (17. 1. 1893 – 24. 11. 1942) – brigádní generál. Oženil se s Ludmilou Krblichovou, rozenou Svobodovou, která byla vdovou po důstojníkovi. Dne 24. 11. 1942 byl nacisty v Berlíně popraven za velezradu, čehož už se jeho otec nedožil.[5] [4]

### Děti, které se nedožily dospělosti
- Ludmila (13. 8. 1887 – 24. 9. 1889) – utopila se jako dvouletá
- Františka (31. 1. 1889 – 9. 9. 1889) – zemřela na dětskou nemoc
- Karlíček (27. 5. 1890 – 2. 5. 1891) – zemřel na dětskou nemoc
- Prokop (10. 8. 1897 – 15. 4. 1898) – zemřel na dětskou nemoc[4]

## Dílo
- Vzpomínky na válku roku 1866 (1927, druhé opravené vydání 1934, německé vydání 1935)

V knize jsou mj. popsány průběhy bitev u Trutnova, Náchoda, České Skalice, Mnichova Hradiště, Jičína, Dvora Králové, Svinišťan i Hradce Králové.
"Ve třech obytných světnicích leželi na zemi 42 ranění vojínové. Byli to většinou Maďaři, Rumuni a Slováci. Ve veliké světnici leželi na postelích dva ranění důstojníci. Uprostřed světnice stál veliký stůl, na kterémž se prvý čas prováděly operace, hlavně amputace, neb vyjímaly kule z těl. V některých usedlostech byli ranění vojáci i ve stodole na mlatě položeni. Všechny peřiny, jež matka měla v zásobě, byly Prušáky prostřeny pod raněné vojíny. My, celá rodina, ubytovali jsme se v malé kuchyni a spali jsme na půdě na slámě z olejky, přikrývajíce se šatstvem neb plachtou.

Když příštího jara r. 1867 před květnou nedělí jsme my, chlapci, hledali "kočičky" k posvěcení v lese Havranci, spatřil jsem na východní straně lesa toho v příkopu mezi dvěma hroby ležet rakouskou kuli od pušky. Skočil jsem do příkopu a spatřil jsem celou holou nohu (chodidlo) z hrobu vyčnívati; byla úplně černá. Uleknuv se hrozně, volal jsem ostatní chlapce, a ti běželi k dělníkům nedaleko od nás pracujícím. Byli to dělníci od naší obce najatí, kteří měli za úkol všechny hroby v katastru obce důkladně opravit, protože v zimě země na mnohých hrobech tak se slehla, že části mrtvol z hrobů vyčnívaly."
Josef Volf, Vzpomínky na válku roku 1866
- Z pamětí starého českého sedláka (1932)

"A Bůh nám na všech stranách žehnal. Narodilo se nám 9 dětí, vesměs zdravých, 7 synů a 2 děvčata, z nichž vyrostlo v statné muže 5 synů, schopných vesměs služby vojenské a zúčastnivších se války světové; 3 z nich byli rolníci, 2 aktivní důstojníci.
Dožili jsme se s milou manželkou ve zdraví již 50. výročí sňatku a při denních vzpomínkách na naši velikou, plodnou a požehnanou práci díky Pánu Bohu vzdáváme a těšíme se ze svého života."
Josef Volf, Z pamětí starého českého sedláka